# Protestos em Hong Kong em 2014

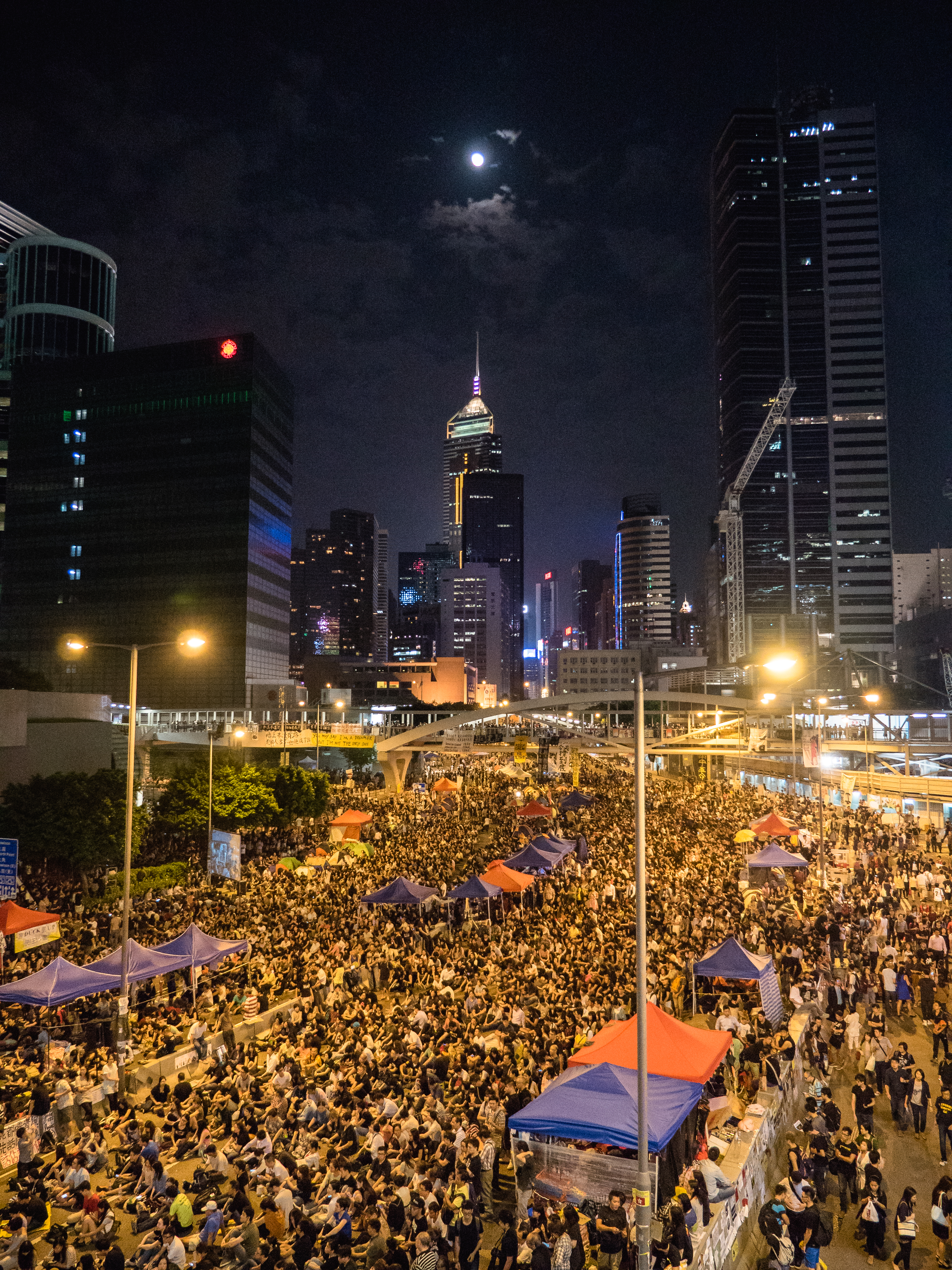
Protestos do dia 10 de outubro de 2014.

Os protestos em Hong Kong em 2014, também chamados de Revolução dos Guarda-chuvas (em referência aos guarda-chuvas usados contra os efeitos do gás lacrimogênio) e de Primavera Asiática, começaram em setembro de 2014, quando manifestantes pró-democracia de Hong Kong, uma região administrativa especial da China, se manifestaram em frente à sede do governo e ocuparam vários dos principais cruzamentos da cidade logo após o Congresso Nacional do Povo anunciar a sua decisão sobre a proposta de reforma eleitoral, quando exigiu que um comitê de nomeação pré-aprovasse até três candidatos ao governo local antes de proceder para uma votação que envolva a população civil em geral. Após esta eleição, o chefe do poder executivo eleito ainda precisaria ser formalmente nomeado pelo governo central antes de tomar posse oficialmente do cargo.
A Federação dos Estudantes de Hong Kong começou a protestar contra a decisão em frente à sede do governo da em 22 de setembro de 2014. Na noite de 26 de setembro, várias centenas de manifestantes violaram uma barreira de segurança e entraram na praça em frente ao complexo do governo central, que tem impedido a entrada pública desde julho de 2014. Oficiais isolaram os manifestantes dentro do pátio e restringiram seus movimentos durante a noite e retirou-os com o uso da força no dia seguinte; o líder estudantil Joshua Wong, que foi detido temporariamente. O movimento então ganhou impulso com o início imediato da campanha de desobediência civil chamada Occupy Central with Love and Peace.
Por volta de meio-dia de 28 de setembro, os manifestantes marcharam na rodovia Harcourt e passaram a ocupar a rodovia Queensway, bloqueando assim as duas vias arteriais leste-oeste no norte da Ilha de Hong Kong. Depois de um impasse de várias horas, a polícia local tentou dispersar a multidão com spray de pimenta, gás lacrimogêneo e canhões de água, além de ter avisados iriam abrir fogo com balas de borracha se os manifestantes não voltassem para casa, mas os protestos prosseguiram.